# 2020년 12월
| 2020년: 1월 · 2월 · 3월 · 4월 · 5월 · 6월 · 7월 · 8월 · 9월 · 10월 · 11월 · 12월 |

| \| 2020년 12월 1일 (화요일) \| \| 편집 \| |  |      |
| 과학과 기술 - 푸에르토리코에 위치한 전파망원경인 아레시보 천문대가 붕괴하였다. 아레시보 천문대는 지난 11월 19일 해체가 결정된 바 있다. 문화와 예술 - 캐나다의 배우 엘리엇 페이지가 자신이 트랜스젠더임을 공개하고, 엘런(Ellen)에서 엘리엇(Elliot)으로 개명했다고 밝혔다. 보건 - 코로나19 범유행 - 대한민국의 0시 기준 확진자 수가 34,652명으로 집계되었다. 전날 0시 대비 451명(국내 420, 해외유입 31)이 늘었다. 재해 - 인도네시아 자와섬(자바섬)의 가장 높은 산인 스메루산이 분화, 화산재를 내뿜었다. |  |      |
| 2020년 12월 1일 (화요일) |  | 편집 |

| 2020년 12월 1일 (화요일) |  | 편집 |

| \| 2020년 12월 2일 (수요일) \| \| 편집 \| |  |      |
| 보건 - 코로나19 범유행 - 대한민국의 0시 기준 확진자 수가 35,163명으로 집계되었다. 전날 0시 대비 511명(국내 493, 해외유입 18)이 늘었다. - 폴란드의 확진자 수가 100만 명을 넘어섰다. 하루 사이 13,823명이 추가 확진되어 확진자 수가 1,013,747명으로 집계되었다. 사망자 수는 609명이 늘어 18,208명으로 집계되었다. 정치와 선거 - 프랑스의 대통령을 지낸 정치인 발레리 지스카르 데스탱이 숨졌다. 데스탱은 대통령은 1974년 5월부터 1981년 5월까지 재임하였으며, 코로나바이러스감염증-19 합병증으로 숨진 것으로 알려졌다. - 파키스탄의 총리를 지낸 정치인 자파룰라 칸 자말리가 숨졌다. 자말리 총리는 2002년 11월 부터 2004년 6월까지 재임하였다. |  |      |
| 2020년 12월 2일 (수요일) |  | 편집 |

| 2020년 12월 2일 (수요일) |  | 편집 |

| \| 2020년 12월 3일 (목요일) \| \| 편집 \| |  |      |
| 보건 - 코로나19 범유행 - 전 세계 사망자 수가 150만명을 넘어섰다. 18시 45분(GMT) 기준 누적 사망자수는 150만 38명으로 집계되었다. 앞서 11월 24일에는 전 세계 확진자 수가 6,000만 명을 넘어선 바 있다. - 대한민국의 0시 기준 확진자 수가 35,703명으로 집계되었다. 전날 0시 대비 540명(국내 516, 해외유입 24)이 늘었다. 사회 - 대한민국에서 2021학년도 대학수학능력시험이 실시되었다. 당초 11월 19일 시행 예정이었으나, 코로나19 범유행의 여파로 연기되었다. |  |      |
| 2020년 12월 3일 (목요일) |  | 편집 |

| 2020년 12월 3일 (목요일) |  | 편집 |

| \| 2020년 12월 4일 (금요일) \| \| 편집 \| |  |      |
| 군사 - 소말리아에 주둔 중인 미군 거의 대부분이 오는 1월 15일까지 철수한다. 도널드 트럼프 대통령이 해외 주둔 병력 감축 및 재배치 방안과 관련하여 해당 지역 병력의 철수를 명령한 것으로 알려졌다. 보건 - 코로나19 범유행 - 대한민국의 0시 기준 확진자 수가 36,332명으로 집계되었다. 전날 0시 대비 629명(국내 600, 해외유입 29)이 늘었다. 600명 이상이 확진된 것은 지난 3월 이후 9개월여 만이다. 정치와 선거 - 몬테네그로의 총리: 즈드라브코 크리보카피치(Zdravko Krivokapić)가 몬테네그로의 총리에 취임하였다. 첫 무소속 총리이다. |  |      |
| 2020년 12월 4일 (금요일) |  | 편집 |

| 2020년 12월 4일 (금요일) |  | 편집 |

| \| 2020년 12월 5일 (토요일) \| \| 편집 \| |  |      |
| 과학과 기술 - 일본 일본 우주항공연구개발기구(JAXA)의 소행성 탐사선인 하야부사 2호가 채취한 샘플과 함께 지구로 귀환하였다. 군사 - 아프가니스탄 전쟁 (2001년~2021년): 벨기에가 오는 2021년 아프가니스탄에서 철군한다고 밝혔다. 벨기에군은 현재 기준 약 70여 명이 파병되어있으며, 정부 자문역을 수행 중이다. 보건 - 코로나19 범유행 - 대한민국의 0시 기준 확진자 수가 36,915명으로 집계되었다. 전날 0시 대비 583명(국내 559, 해외유입 24)이 늘었다. 사고 - 중화인민공화국 충칭시 융촨구의 한 탄광에서 일산화탄소 누출 사고가 발생, 최소 18명의 광부가 숨졌다. 재난 당국이 실종자 6명에 대한 수색 작업을 진행 중인 것으로 알려졌다. |  |      |
| 2020년 12월 5일 (토요일) |  | 편집 |

| 2020년 12월 5일 (토요일) |  | 편집 |

| \| 2020년 12월 6일 (일요일) \| \| 편집 \| |  |      |
| 보건 - 코로나19 범유행 - 대한민국의 코로나19 범유행 - 대한민국의 0시 기준 확진자 수가 37,546명으로 집계되었다. 전날 0시 대비 631명(국내 599, 해외유입 32)이 늘었다. - 정세균 국무총리는 확진자 증가세와 관련하여, 사회적 거리두기 단계를 수도권은 2.5단계, 그 밖의 지역은 2단계로 상향한다고 밝혔다. 이번 조치는 12월 8일 0시부터 3주간 적용된다. - 러시아의 확진자가 하루 사이 29,039명 증가하였다. 일일 최고치로, 누적 확진자 수는 2,460,770명이다. - 미국의 코로나19 범유행 - 미국의 2020년 12월 6일 코로나19 확진자가 22만7천885명으로 최대치를 갱신했다. - 도널드 트럼프 대통령의 개인 변호사인 루돌프 줄리아니가 감염증 양성 반응을 보인 것으로 알려졌다. 뉴욕 시장을 지내기도한 줄리아니는 트럼프 대통령의 측근으로, 2020년 미국 대통령 선거에 대한 불복 소송을 이끌고 있다. 스포츠 - 2020년 월드 랠리 챔피언십(2020 World Rally Championship)에서 세바스티앵 오지에, 쥘리앵 잉그라시아(Julien Ingrassia)가 종합 우승을 차지하였다. 현대 모터스포츠는 2019년에 이어 제조사 부문에서 종합 우승하였다. 정치와 선거 - 우루과이의 대통령을 지낸 타바레 바스케스가 숨졌다. 타바레 바스케스는 2005년 집권하여 2010년까지 재임하였으며, 이후 2015년 재집권하여 2020년 3월 퇴임하였다. 이후 8월 경 폐암을 진단받고 투병해온 것으로 알려졌다. |  |      |
| 2020년 12월 6일 (일요일) |  | 편집 |

| 2020년 12월 6일 (일요일) |  | 편집 |

| \| 2020년 12월 7일 (월요일) \| \| 편집 \| |  |      |
| 경제와 비즈니스 - 한국기업평가가 롯데컬처웍스와 메가박스중앙의 신용등급을 한 단계씩 하향 조정했다. 코로나19 사태로 인해 영화 관련사업이 타격을 입었다. 해당 업계 1위 업체인 CJ CGV의 신용등급도 A에서 A-로 한 단계 하향 조정되었다. - 대한민국 코스피(KOSPI)가 5일 연속 역대 최고가(종가 기준, 약 2,750선)를 갱신했다. - 스웨덴의 가구 제조사 이케아가 1951년부터 70년간 매년 발행해온 이케아 카탈로그(IKEA Catalogue) 발간을 중단하고, 디지털로 전환한다고 밝혔다. 보건 - 코로나19 범유행 - 대한민국의 코로나19 범유행 - 대한민국의 0시 기준 확진자 수가 38,161명으로 집계되었다. 전날 0시 대비 615명(국내 580, 해외유입 35)이 늘었다. - 청와대는 향후 역학조사 인력의 부족 가능성을 염두하여 공무원, 군, 경찰 등 공권력 부문에서 역학조사 인력의 가용범위를 확장시킬 것을 관련 부처에 주문했다. 군사 - 미국 공군의 조종사였던 척 예거가 숨졌다. 척 예거는 1947년 10월 14일 에드워즈 공군기지(캘리포니아주 모하비사막에 위치)에서 진행된 시험 비행에서 인류 역사 상 처음으로 음속장벽을 돌파하였다. 사회 - 5·18 광주 민주화 운동 - 전남대학교방송국에서 5·18 광주 민주화 운동 직전의 교내 상황을 담은 뉴스 원고가 발견되었다. - 국정농단 사건 파기환송심이 10개월만에 재개되어 이재용 삼성 부회장이 공판에 출석했다. 금일 기준 80번째이다. - 대한민국의 인천광역시의 지하철(1호선·2호선) 누적 승객이 20억명을 넘었다. 인천교통공사의 정희윤 사장은 1999년 10월 6일 1호선 개통 이후 21년 2개월 만의 기록이라고 밝혔다. 스포츠 - 2024년 하계 올림픽 - 국제 올림픽 위원회(IOC)가 프랑스 파리에서 열릴 예정인 제33회 하계 올림픽에서 가라테, 야구/소프트볼 종목을 제외하고 브레이크댄스를 처음으로 채택하는 '2024 파리 올림픽 공식 프로그램'을 확정, 승인하였다. 2020년 하계 올림픽에서 첫 채택된 서핑, 스포츠클라이밍, 스케이트보드 종목은 유지된다. 정치와 선거 - 가나의 대통령: 가나에서 대통령 선거가 실시되었다. |  |      |
| 2020년 12월 7일 (월요일) |  | 편집 |

| 2020년 12월 7일 (월요일) |  | 편집 |

| \| 2020년 12월 8일 (화요일) \| \| 편집 \| |  |      |
| 보건 - 코로나19 범유행 - 대한민국의 0시 기준 확진자 수가 38,755명으로 집계되었다. 전날 0시 대비 594명(국내 566, 해외유입 28)이 늘었다. - 영국에서 세계 최초로 코로나19 백신 접종을 시작하였다. 영국 정부는 90세의 마거릿 키넌(Margaret Keenan) 할머니를 시작으로, 내년 봄까지 취약 계층에 대한 예방접종을 완료할 예정으로 알려졌다. |  |      |
| 2020년 12월 8일 (화요일) |  | 편집 |

| 2020년 12월 8일 (화요일) |  | 편집 |

| \| 2020년 12월 9일 (수요일) \| \| 편집 \| |  |      |
| 보건 - 코로나19 범유행 - 대한민국의 0시 기준 확진자 수가 39,432명으로 집계되었다. 전날 0시 대비 686명(국내 662, 해외유입 24)이 늘었다. 역학조사에 따른 누계(국내 34,643명, 해외유입 4,789명)의 가감 변동이 있었다. 정치와 선거 - 가나의 대통령: 가나에서 12월 7일 실시된 선거의 개표 결과 나나 아쿠포아도 대통령이 승리하며 재선에 성공하였다. |  |      |
| 2020년 12월 9일 (수요일) |  | 편집 |

| 2020년 12월 9일 (수요일) |  | 편집 |

| \| 2020년 12월 10일 (목요일) \| \| 편집 \| |  |      |
| 군사 - 2020년 나고르노카라바흐 전쟁: 아제르바이잔이 수도 바쿠에서 나고르노카라바흐에서 아르메니아를 꺾은 전승(戰勝) 기념 열병식(군사 퍼레이드)이 열렸다. 일함 알리예프 대통령이 참석하였으며, 외빈으로는 터키의 레제프 타이이프 에르도안 대통령 등이 참석하였다. 보건 - 코로나19 범유행 - 대한민국의 0시 기준 확진자 수가 4만 명을 넘어섰다. 누적 확진자 수는 전날 0시 대비 682명(국내 646, 해외유입 36)이 늘어 40,098명으로 집계되었다. 누적 사망자 수는 564명이다. 집계 오류가 정정(국내 -16)되었다. - 독일의 사망자 수가 2만명을 넘어섰다. 누적 사망자 수는 하루사이 440명이 숨지며 20,372명, 누적 확진자 수는 23,679명이 늘어난 1,242,203명으로 집계되었다. |  |      |
| 2020년 12월 10일 (목요일) |  | 편집 |

| 2020년 12월 10일 (목요일) |  | 편집 |

| \| 2020년 12월 11일 (금요일) \| \| 편집 \| |  |      |
| 경제와 비즈니스 - 현대자동차그룹이 미국의 로봇공학 기업인 보스턴 다이내믹스를 인수키로 소프트뱅크 그룹과 최종 합의하였다고 밝혔다. 소프트뱅크의 보유 지분(100%) 중 80%를 관계사인 현대자동차(30%)와, 현대모비스(20%), 현대글로비스(10%), 그리고 책임 경영 차원에서 정의선 회장(20%)이 개인적으로 참여할 예정이다. 관계 당국의 승인 절차를 거쳐 2021년 상반기 중 완료할 예정으로 알려졌다. 문화와 예술 - 대한민국의 영화 감독 김기덕이 숨졌다. 김기덕 감독의 주요 작품으로는 《봄 여름 가을 겨울 그리고 봄》(2003년)과 《사마리아》(2004년), 《빈 집》(2004년), 《아리랑》(2011년), 《피에타》(2012년) 등이 있다. 보건 - 코로나19 범유행 - 전 세계 확진자 수가 7,000만 명을 넘어섰다. 11일 0시 30분(GMT) 기준, 전 세계 누적 확진자는 7,067만 8,645명으로 집계되었다. 11월 24일 6,000만 명을 넘어선지 16일만이다. 지난 2019년 12월 31일, 중화인민공화국 당국이 후베이성 우한에서의 원인 미상 폐렴 환자 발생을 세계보건기구(WHO)에 보고한 지 11개월여 만이다. 앞서 12월 3일에는 누적 사망자 수가 150만 명을 넘어선 바 있다. - 대한민국의 0시 기준 확진자 수가 40,786명으로 집계되었다. 전날 0시 대비 689명(국내 673, 해외유입 16)이 늘었다. 누계가 일부 정정되었다. - 미국 식품의약국(FDA)이 화이자 백신에 대한 긴급사용을 승인하였다. 사회 - 대한민국 인천 도시철도 1호선의 송도달빛축제공원역 개통식이 열렸다. 역에서 열린 개통식 행사에는 박남춘 인천광역시장과, 신은호 인천광역시의회 의장 등이 참석하였다. 인천광역시 당국은 국제업무지구역에서 820m의 노선 연장이 이루어졌으며, 다음 날인 12일부터 운행을 시작한다고 밝혔다. 인천 지하철 1호선은 지난 1999년 10월 6일 개통하였으며, 2009년 6월 1일 6.54km의 송도국제도시 구간(동막역에서 국제업무지구역)이 연장 개통한 바 있다. |  |      |
| 2020년 12월 11일 (금요일) |  | 편집 |

| 2020년 12월 11일 (금요일) |  | 편집 |

| \| 2020년 12월 12일 (토요일) \| \| 편집 \| |  |      |
| 보건 - 코로나19 범유행 - 대한민국의 0시 기준 확진자 수가 41,736명으로 집계되었다. 전날 0시 대비 950명(국내 928, 해외유입 22)이 늘었다. 대한민국에서 코로나19 첫 환자가 발생한 1월 20일 이후 역대 최다 규모를 기록했다. |  |      |
| 2020년 12월 12일 (토요일) |  | 편집 |

| 2020년 12월 12일 (토요일) |  | 편집 |

| \| 2020년 12월 13일 (일요일) \| \| 편집 \| |  |      |
| 국제 관계 - 영국과 유럽 연합(EU)이 협상 시한을 연장하여, 무역 협상을 계속하기로 합의하였다. 무력 충돌과 공격 - 파키스탄 펀자브주 라왈핀디의 경찰서에서 급조폭발물(IED)을 이용한 테러가 발생, 최소 25명이 부상을 입었다. 법과 범죄 - 인도의 위스트론 아이폰 생산 공장에서 임금 체불과 관련하여 폭력사태가 발생하였다. 보건 - 코로나19 범유행 - 대한민국의 0시 기준 확진자 수가 42,766명으로 집계되었다. 전날 0시 대비 1030명(국내 1,002, 해외유입 28)이 늘었다. 2020년 1월 20일, 중화인민공화국 우한에서 입국한 감염자를 처음으로 확진한 이후, 처음으로 1,000명 이상이 확진되었다. |  |      |
| 2020년 12월 13일 (일요일) |  | 편집 |

| 2020년 12월 13일 (일요일) |  | 편집 |

| \| 2020년 12월 14일 (월요일) \| \| 편집 \| |  |      |
| 과학과 기술 - 성인물을 사이트인 폰허브가 인증되지 않은 사용자의 동영상을 모두 제거하였다. 폰허브는 새롭게 설정한 기준이 소셜 미디어의 기준 보다도 엄격하다고 밝혔다. - 2020년 12월 14일 일식: 일식이 일어났으며, 아르헨티나와 칠레에서 관측할 수 있었다. 보건 - 코로나19 범유행 - 대한민국의 0시 기준 확진자 수가 43,484명으로 집계되었다. 전날 0시 대비 718명(국내 682, 해외유입 36)이 늘었다. - 모로코의 확진자 수가 40만명을 넘어섰다. 누적 확진자 수는 하루 사이 1,217명이 늘어 400,826명, 누적 사망자 수는 35명이 숨지며 6,659명으로 집계되었다. |  |      |
| 2020년 12월 14일 (월요일) |  | 편집 |

| 2020년 12월 14일 (월요일) |  | 편집 |

| \| 2020년 12월 15일 (화요일) \| \| 편집 \| |  |      |
| 보건 - 코로나19 범유행 - 대한민국의 0시 기준 확진자 수가 44,364명으로 집계되었다. 전날 0시 대비 880명(국내 848, 해외유입 32)이 늘었다. 그리고 하루 사이 13명이 숨지며, 누적 사망자 수가 600명으로 집계되었다. |  |      |
| 2020년 12월 15일 (화요일) |  | 편집 |

| 2020년 12월 15일 (화요일) |  | 편집 |

| \| 2020년 12월 16일 (수요일) \| \| 편집 \| |  |      |
| 경제와 비즈니스 - 미국 연방준비제도(FRB, 연준)는 연방공개시장위원회(FOMC) 정례 회의를 갖고, 기존 0.00%~0.25%의 금리 수준을 유지한다고 밝혔다. 현 금리 수준은 지난 3월 15일 인하된 수준으로, 앞선 4월 29일과 6월 10일, 7월 29일, 9월 16일, 11월 5일에 이은 여섯 번째 금리 유지 결정이다. 과학과 기술 - 중화인민공화국의 무인 달 탐사선인 창어 5호가 달의 표면의 토양 샘플을 채취하여 지구로 귀환, 샘플 리턴 미션을 완료하였다. 창어 5호는 앞서 11월 23일 발사에 성공하였다. 달 표면의 샘플을 채취 성공은 과거 소련(소비에트 연방)과 미국에 이은 세 번째로, 2m의 구멍을 뚫어 약 2kg의 샘플을 채취한 것으로 알려졌다. 법과 범죄 - 대한민국의 윤석열 검찰총장이 2개월 정직(停職) 징계를 받았다. 징계위원회가 15일 시작되어 16일 새벽 정직 2개월을 결정하였고, 추미애 법무부 장관이 이를 재청하였다. 이를 문재인 대통령이 재가하며, 검찰총장에 대한 첫 징계가 결정되었다. 윤 총장측 대리인은 바로 관련 소송으로 대응하겠다고 밝혔다. 한편, 추미애 법무부 장관은 재청과 함께 사의를 표명한 것으로 알려졌다. 보건 - 코로나19 범유행 - 대한민국의 0시 기준 확진자 수가 45,442명으로 집계되었다. 전날 0시 대비 1,078명(국내 1,054, 해외유입 24)이 늘었다. 1,000명 이상 확진은 12월 13일 이후 사흘만이다. |  |      |
| 2020년 12월 16일 (수요일) |  | 편집 |

| 2020년 12월 16일 (수요일) |  | 편집 |

| \| 2020년 12월 17일 (목요일) \| \| 편집 \| |  |      |
| 법과 범죄 - 이춘재 연쇄 살인 사건 8차 사건의 범인으로 누명을 쓰고 옥살이를 하였던 윤성여씨에 대한 재심 공판에서, 무죄(無罪)가 선고되었다. 윤씨는 1989년 무기징역을 선고 받고 수감되었으나, 2000년 징역 20년으로 감형되고, 2009년 8월에 가석방으로 풀려났다. 이후 10년이 지나 2019년 8월 이춘재가 범인으로 특정되었고, 2019년 11월 재심을 청구하였으며, 2020년 1월 법원이 재심 개시를 결정한 바 있다. - 스페인의 하원에서 안락사 합법화 법안이 통과되었다. 보건 - 코로나19 범유행 - 대한민국의 0시 기준 확진자 수가 46,453명으로 집계되었다. 전날 0시 대비 1,014명(국내 993, 해외유입 21)이 늘었다. 누계 오류가 정정(-3) 되었다. - 우크라이나에서 두 번째로 큰 도시인 하르키우의 시장인 헤네디 케르네스(Hennadiy Kernes)가 9월 감염 이후 투병 중 독일에서 숨졌다. - 일본 도쿄도가 하루 사이 822명이 확진자가 발생한 것과 관련하여, 경보 수준을 최고 수준으로 상향하였다. - 프랑스의 에마뉘엘 마크롱 대통령이 양성 반응을 보였다. 이번 주에 마크롱 대통령과 만난 스페인의 페드로 산체스 총리, 포르투갈의 안토니우 코스타 총리, 샤를 미셸 유럽 이사회 위원장 등이 자가 격리에 들어갔다. |  |      |
| 2020년 12월 17일 (목요일) |  | 편집 |

| 2020년 12월 17일 (목요일) |  | 편집 |

| \| 2020년 12월 18일 (금요일) \| \| 편집 \| |  |      |
| 문화와 예술 - 대한민국의 배우 박윤배가 숨졌다. 박윤배는 드라마 《전원일기》에서 응삼이 역을 맡으면서 인지도를 얻었다. 보건 - 코로나19 범유행 - 대한민국의 0시 기준 확진자 수가 47,515명으로 집계되었다. 전날 0시 대비 1,062명(국내 1,036, 해외유입 26)이 늘었다. - 미국의 코로나19 범유행 - 미국에서 백신 접종이 시작되었다. 마이크 펜스 부통령 등이 BNT162b2 백신을 공개 접종하였다. - 미국 식품의약국(FDA)이 12월 11일 화이자 백신에 이어 모더나의 백신에 대한 긴급사용을 승인하였다. |  |      |
| 2020년 12월 18일 (금요일) |  | 편집 |

| 2020년 12월 18일 (금요일) |  | 편집 |

| \| 2020년 12월 19일 (토요일) \| \| 편집 \| |  |      |
| 보건 - 코로나19 범유행 - 대한민국의 0시 기준 확진자 수가 48,570명으로 집계되었다. 전날 0시 대비 1,053명(국내 1,029, 해외유입 24)이 늘었다. 집계 일부가 정정(+2) 되었다. |  |      |
| 2020년 12월 19일 (토요일) |  | 편집 |

| 2020년 12월 19일 (토요일) |  | 편집 |

| \| 2020년 12월 20일 (일요일) \| \| 편집 \| |  |      |
| 보건 - 코로나19 범유행 - 대한민국의 0시 기준 확진자 수가 49,665명으로 집계되었다. 전날 0시 대비 1,097명(국내 1,072, 해외유입 25)이 늘었다. 집계 일부가 정정(-2) 되었다. |  |      |
| 2020년 12월 20일 (일요일) |  | 편집 |

| 2020년 12월 20일 (일요일) |  | 편집 |

| \| 2020년 12월 21일 (월요일) \| \| 편집 \| |  |      |
| 과학과 기술 - 목성과 토성이 가장 겉보기로 근접하는 천문 현상인 대합이 관측되었다. 대합은 약 20년마다 일어난다. 보건 - 코로나19 범유행 - 대한민국의 확진자 수가 5만 명을 넘어섰다. 0시 기준 누적 확진자 수는 50,591명으로, 전날 0시 대비 926명(국내 892, 해외유입 34)이 늘었다. 누적 사망자 수는 하루 사이 28명이 숨지며 698명으로 집계되었다. |  |      |
| 2020년 12월 21일 (월요일) |  | 편집 |

| 2020년 12월 21일 (월요일) |  | 편집 |

| \| 2020년 12월 22일 (화요일) \| \| 편집 \| |  |      |
| 보건 - 코로나19 범유행 - 대한민국의 0시 기준 확진자 수가 51,460명으로 집계되었다. 전날 0시 대비 869명(국내 824, 해외유입 45)이 늘었다. 하루 사이 24명이 숨지며, 누적 사망자 수는 700명을 넘어선 722명으로 집계되었다. |  |      |
| 2020년 12월 22일 (화요일) |  | 편집 |

| 2020년 12월 22일 (화요일) |  | 편집 |

| \| 2020년 12월 23일 (수요일) \| \| 편집 \| |  |      |
| 보건 - 코로나19 범유행 - 대한민국의 0시 기준 확진자 수가 52,550명으로 집계되었다. 전날 0시 대비 1,092명(국내 1,060, 해외유입 32)이 늘었다. 누계가 정정(-2)되었다. |  |      |
| 2020년 12월 23일 (수요일) |  | 편집 |

| 2020년 12월 23일 (수요일) |  | 편집 |

| \| 2020년 12월 24일 (목요일) \| \| 편집 \| |  |      |
| 국제 관계 - 영국과 유럽 연합(EU)이 브렉시트와 관련한 합의안을 도출하였다. 양측은 브렉시트 미래관계 합의안인 EU-영국 무역 및 협력 협정(EU–UK Trade and Cooperation Agreement)에 합의하였다. 이 합의안은 EU회원국과 영국 의회 승인을 필요로 한다. 보건 - 코로나19 범유행 - 대한민국의 0시 기준 확진자 수가 53,533명으로 집계되었다. 전날 0시 대비 985명(국내 955, 해외유입 30)이 늘었다. 누계가 정정(-2)되었다. 법과 범죄 - 대한민국 법원이 윤석열 검찰총장의 직무정지 효력 집행정지 결정을 내렸다. 이에 따라 12월 16일 정직 2개월 징계 이후, 8일만에 일단 직무에 복귀한다. 정치와 선거 - 몰도바의 대통령: 마이아 산두가 몰도바 대통령에 취임하였다. |  |      |
| 2020년 12월 24일 (목요일) |  | 편집 |

| 2020년 12월 24일 (목요일) |  | 편집 |

| \| 2020년 12월 25일 (금요일) \| \| 편집 \| |  |      |
| 보건 - 코로나19 범유행 - 대한민국의 0시 기준 확진자 수가 54,770명으로 집계되었다. 전날 0시 대비 1,241명(국내 1,216, 해외유입 25)이 늘었다. 누계가 정정(-4)되었다. 사고 - 우간다 앨버트호에서 강풍으로 인하여 배가 뒤집히고 침몰하면서 최소 26명 이상이 숨졌다. |  |      |
| 2020년 12월 25일 (금요일) |  | 편집 |

| 2020년 12월 25일 (금요일) |  | 편집 |

| \| 2020년 12월 26일 (토요일) \| \| 편집 \| |  |      |
| 법과 범죄 - 중화인민공화국이 고의 살인 등 일부 범죄의 형사책임 연령을 12세로 낮추기로 하였다. 이 같은 결정은 2021년 3월 1일부터 적용된다. 보건 - 코로나19 범유행 - 전 세계 확진자 수가 8,000만 명을 넘어섰다. 26일 7시 35분(GMT) 기준, 전 세계 누적 확진자는 8,022만 2,683명으로 집계되었다. 12월 11일 7,000만 명을 넘어선지 보름만이다. 지난 2019년 12월 31일, 중화인민공화국 당국이 후베이성 우한에서의 원인 미상 폐렴 환자 발생을 세계보건기구(WHO)에 보고한 지 1년여 만이다. - 대한민국의 0시 기준 확진자 수가 55,902명으로 집계되었다. 전날 0시 대비 1,132명(국내 1,104, 해외유입 28)이 늘었다. 방역 당국은 확진자 증가와 관련, 사회적 거리두기의 3단계 격상을 검토 중이라고 밝혔다. - 일본이 영국발 변종 바이러스 연쇄 감염과 관련하여, 외국인의 신규 입국을 12월 28일부터 2021년 1월 말까지 일시 정지하기로 하였다. 또한 같은 기간 동안 일본인이나 자국내 거주 외국인에 대한 조건부 자가 격리 면제 등 특례 조치 또한 중단하기로 하였다. |  |      |
| 2020년 12월 26일 (토요일) |  | 편집 |

| 2020년 12월 26일 (토요일) |  | 편집 |

| \| 2020년 12월 27일 (일요일) \| \| 편집 \| |  |      |
| 보건 - 코로나19 범유행 - 대한민국의 0시 기준 확진자 수가 56,872명으로 집계되었다. 전날 0시 대비 970명(국내 946, 해외유입 24)이 늘었다. 하루 사이 15명이 숨지며 누적 사망자 수는 800명을 넘어선 808명으로 집계되었다. - 일본 참의원의 하타 유이치로(羽田雄一郎) 의원이 감염증으로 숨졌다. |  |      |
| 2020년 12월 27일 (일요일) |  | 편집 |

| 2020년 12월 27일 (일요일) |  | 편집 |

| \| 2020년 12월 28일 (월요일) \| \| 편집 \| |  |      |
| 국제 관계 - 유럽 연합(EU) 회원국들이 12월 24일 도출된 브렉시트 합의안을 승인하였다. 영국 의회가 30일 합의안에 대해 표결을 진행하며, 협정이 비준되면 브렉시트에 맞추어 발효(發效)될 예정이다. 경제와 비즈니스 - 미국 하원에서 코로나19 범유행과 관련한 지원책 중 하나인 직접 현금 지급법안(CASH Act)이 통과되었다. 액수를 600 달러에서 2,000 달러로 상향한 수정안이 찬성 275, 반대 134의 결과로 통과되었으며, 상원 표결을 거쳐야 한다. 보건 - 코로나19 범유행 - 대한민국의 0시 기준 확진자 수가 57,680명으로 집계되었다. 전날 0시 대비 808명(국내 787, 해외유입 21)이 늘었다. |  |      |
| 2020년 12월 28일 (월요일) |  | 편집 |

| 2020년 12월 28일 (월요일) |  | 편집 |

| \| 2020년 12월 29일 (화요일) \| \| 편집 \| |  |      |
| 군사 - 주한 미군이 군산 공군 기지, 오산 공군기지, 캠프 험프리스(평택)기지내 의료진과 지원인력 등 필수 인력에 대한 코로나19 백신 접종을 시작한다고 밝혔다. 미군 당국자는 카투사 및 한국인 노동자에 대한 접종에 대하여 대한민국 국방부에 협의를 요청했다고 덧붙였다. 보건 - 코로나19 범유행 - 대한민국의 0시 기준 확진자 수가 58,725명으로 집계되었다. 전날 0시 대비 1,046명(국내 1,030, 해외유입 16)이 늘었다. 누계가 일부 정정(-1) 되었다. 재해 - 2020년 페트리냐 지진: 크로아티아 시사크모슬라비나주 페트리냐(Petrinja)에서 모멘트 규모(Mw) 6.4의 지진이 발생, 최소 1명이 숨졌다. 정치와 선거 - 미국 하원 루이지애나주 5구역의 당선자 루크 레틀로(Luke_Letlow)가 숨졌다. 레틀로는 결선 투표를 거쳐 당선, 오는 2021년 1월 3일 취임 예정이었다. 레틀로는 12월 18일 검사에서 코로나19 양성 반응을 보여 입원 치료를 받아왔으나, 상태가 악화되어 합병증으로 숨졌다. |  |      |
| 2020년 12월 29일 (화요일) |  | 편집 |

| 2020년 12월 29일 (화요일) |  | 편집 |

| \| 2020년 12월 30일 (수요일) \| \| 편집 \| |  |      |
| 국제 관계 - 영국 하원에서 브렉시트 합의안이 찬성 521표, 반대 73표로 통과되었다. 12월 28일 유럽 연합(EU) 회원국들이 12월 24일 도출된 브렉시트 합의안을 승인한 바 있으며, 상원 표결 및 엘리자베스 2세 여왕의 재가를 받으면, 협정이 발효된다. EU 회원국들은 28일 승인에 따라 협정을 2021년 1월 1일부터 임시 발효하고, 이후 2월 28일까지 비준 절차를 완료할 예정이다. 법과 범죄 - 대한민국 문재인 대통령이 고위공직자범죄수사처(공수처) 초대 처장 최종 후보로 김진욱 헌법재판소 선임헌법연구관을 지명하였다. 공수처는 김 후보자의 인사청문회 절차를 거쳐, 이르면 오는 2021년 1월 발족할 예정이다. 보건 - 코로나19 범유행 - 대한민국의 0시 기준 확진자 수가 59,773명으로 집계되었다. 전날 0시 대비 1,050명(국내 1,025, 해외유입 25)이 늘었다. 누계가 일부 정정(-2) 되었다. |  |      |
| 2020년 12월 30일 (수요일) |  | 편집 |

| 2020년 12월 30일 (수요일) |  | 편집 |

| \| 2020년 12월 31일 (목요일) \| \| 편집 \| |  |      |
| 국제 관계 - 그리니치 평균시(GMT) 23:00시를 기하여 브렉시트 전환 기간이 종료, 영국이 유럽 연합(EU)에서 탈퇴하였다. 양측은 상품 무역 부문에서 무관세와 무쿼터를 유지하기로 하였으나, 통관 절차·검역 등은 EU-영국 무역 및 협력 협정(EU–UK Trade and Cooperation Agreement)을 따른다. 해당 협정은 12월 28일 EU 회원국 승인하고, 12월 30일 영국 의회가 통과시킨 바 있다. 양측은 이후 서비스 등 여러 부문의 추가 협정이 필요하다. 보건 - 코로나19 범유행 - 대한민국의 확진자 수가 6만 명을 넘어섰다. 0시 기준 확진자 수가 60,740명으로 집계되었으며, 전날 0시 대비 967명(국내 940, 해외유입 27)이 늘었다. 하루 사이 21명이 숨지며, 누적 사망자 수는 900명으로 집계되었다. |  |      |
| 2020년 12월 31일 (목요일) |  | 편집 |

| 2020년 12월 31일 (목요일) |  | 편집 |

| <          | 2020년 12월 | 2020년 12월  | 2020년 12월 | 2020년 12월 | 2020년 12월 | >          |
| 일         | 월          | 화           | 수          | 목          | 금          | 토         |
|            |             | 1 10.17 무인 | 2 18 기묘   | 3 19 경진   | 4 20 신사   | 5 21 임오  |
| 6 22 계미  | 7 23 갑신   | 8 24 을유    | 9 25 병술   | 10 26 정해  | 11 27 무자  | 12 28 기축 |
| 13 29 경인 | 14 30 신묘  | 15 11.1 임진 | 16 2 계사   | 17 3 갑오   | 18 4 을미   | 19 5 병신  |
| 20 6 정유  | 21 7 무술   | 22 8 기해    | 23 9 경자   | 24 10 신축  | 25 11 임인  | 26 12 계묘 |
| 27 13 갑진 | 28 14 을사  | 29 15 병오   | 30 16 정미  | 31 17 무신  |             |            |

| - 2020년 - 11월 - 12월 - 2021년 - 1월 - 12월 7일: 가나 대통령 선거 편집하기 |

1. ↑  이, 학수 (2020년 12월 6일). “美, '하루 22만 명' 또 최대치…"2~3주 뒤 최고조"”. 《MBC》. 2020년 12월 6일에 원본 문서에서 보존된 문서. 2020년 12월 6일에 확인함.
2. ↑  김, 종구 (2020년 12월 7일). “전남대방송국서 5·18 직전 상황 담긴 뉴스 원고 다수 발견”. 《한국일보》. 2020년 12월 7일에 원본 문서에서 보존된 문서. 2020년 12월 7일에 확인함.